# Régiment d'Horion
Pour les articles homonymes, voir Horion.
Le régiment de Horion est un régiment d’infanterie liégeois du royaume de France créé en 1757.

## Création et différentes dénominations
- 25 mars 1757 : création du régiment de Horion
- 25 novembre 1762 : licenciement

## Équipement

### Drapeaux

Drapeaux d’ordonnance et colonel
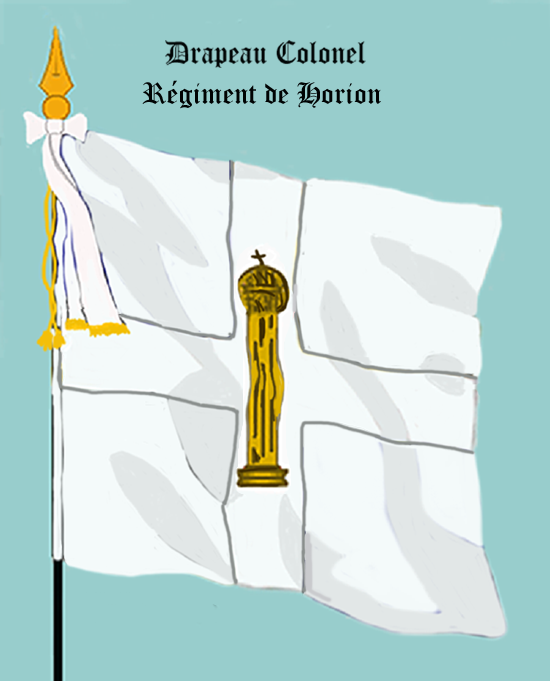
drapeau colonel
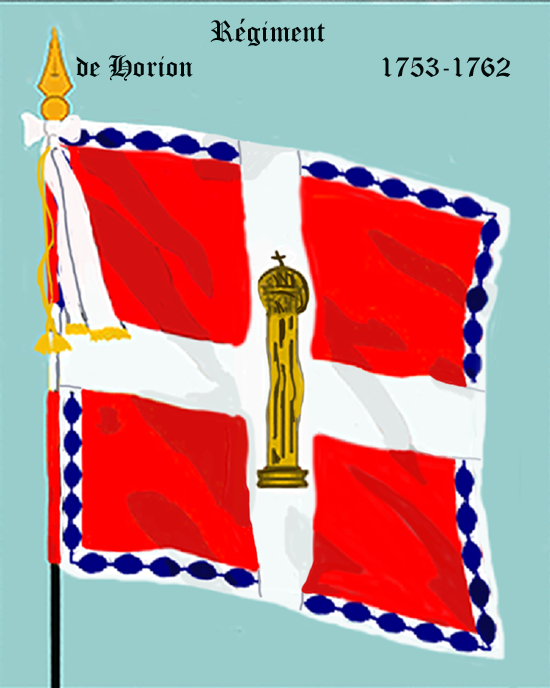
régiment de Horion de 1757 à 1762

### Habillement
Habit bleu, parements, revers, collet ; veste et doublure rouges, boutons et agréments jaunes, douze sur chaque côté de l’habit, trois sur chaque parement, douze sur chaque côté de la veste, trois sur les poches de l’habit et de la veste ; chapeau bordé d’or.

## Historique

### Colonels et mestres de camp
- 1757 : comte de Horion

### Composition
Le régiment est organisé à sa création en 2 bataillons de 8 compagnies de 85 hommes. Tous ses officiers étaient français et ses hommes de troupe français et étrangers

### Campagnes et batailles
Début août 1758, il fait partie des forces françaises qui défendent Cherbourg lors du raid anglais.
Au printemps 1760, le régiment de Horion fait partie de l’armée du Main, sous les ordres du maréchal de Broglie.
En novembre 1761, il est renvoyé sur le Bas-Rhin pour établir ses quartiers d’hiver. Il y reste jusqu’à son licenciement le 25 novembre 1762.

### Garnison
Le 1er août 1757, il est en garnison dans la forteresse de Philippeville.